# Linia temporală superioară

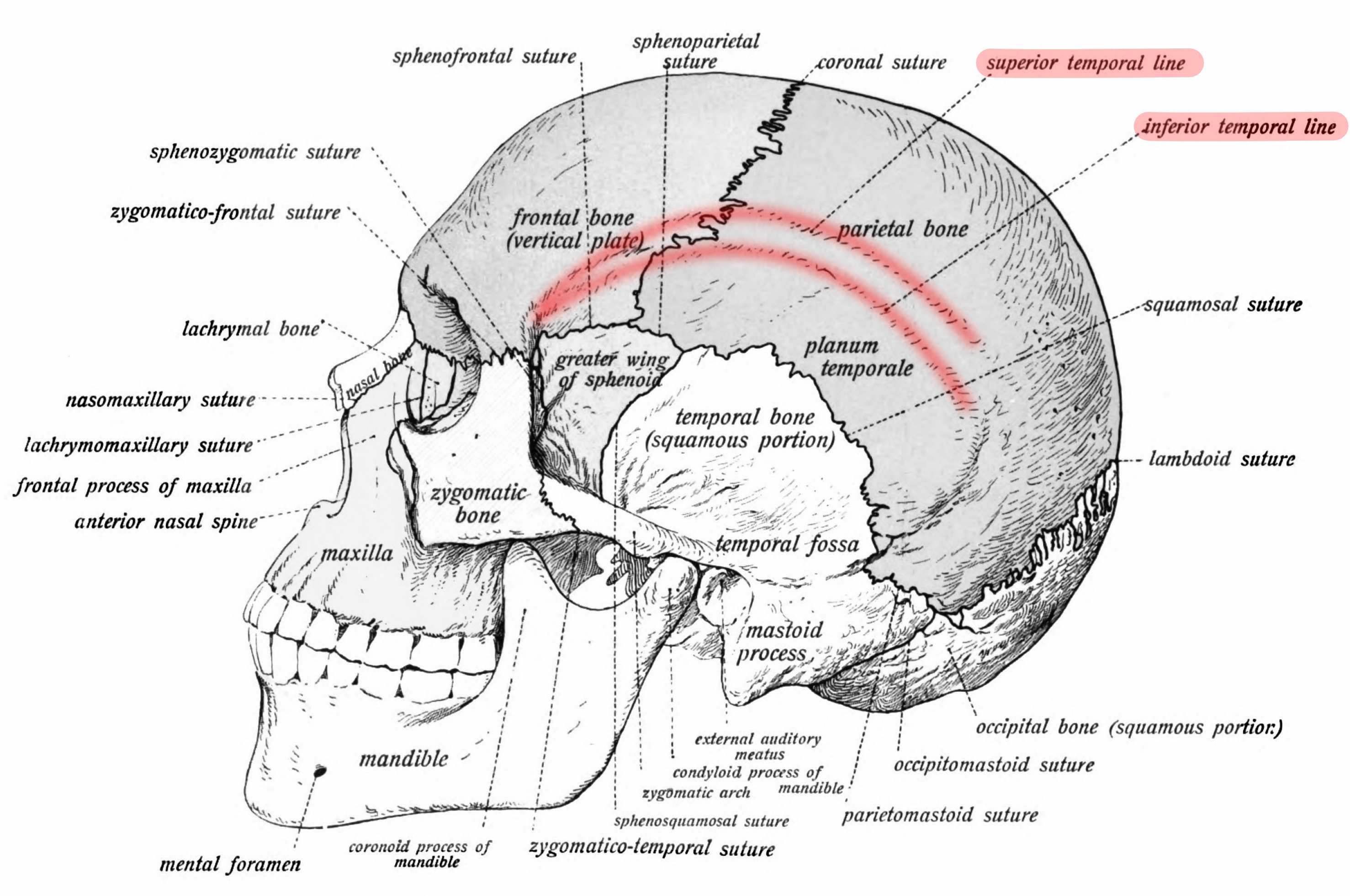
Liniile temporale: (marcate cu roșu) sus: linia temporală superioară; jos: linia temporală inferioară

Linia temporală superioară (Linea temporalis superior ossis parietalis) este o linie semicirculară pe fața externă a osului temporal, și este situată deasupra liniei temporale inferioare. Pe ea se inseră fascia temporală (Fascia temporalis) care acoperă mușchiul temporal (Musculus temporalis). 